# Индија на Олимпијским играма
Индија се први пут појавила на Олимпијским играма 1900. године, које су биле друге олимпијске игре модерног доба. Од тада Индија је пропустила само три Летње олимпијске игре; 1904, 1908. и 1912. године.
На Зимским олимпијским играма Индија је први пут учествовала 1964. године али није послала своје представнике у пет наврата: 1972, 1976, 1980, 1984 и 1994. године.
Индија никада није била домаћин олимпијских игара;
Индијски олимпијци су закључно са 2008. годином освојили 20 медаља на олимпијадама и све оне су освојене на Летњим олимпијским играма. Од двадесет медаља Индија је освојила девет златних од којих чак осам у Хокеју на трави
Национални олимпијски комитет Индије (Indian Olympic Association) је основан и признат од стране Међународног олимпијског комитета 1927. године.

## Медаље

### Освојене медаље на ЛОИ
| Учешће и освојене медаље Индије на ЛОИ |                         |                         |                         |                         |                         |                         |                         |                         |                         |                         |
| ЛОИ                                    | Носилац заставе         | Учешће                  | Муш.                    | Жене                    | спорт.                  | Злато                   | Сребро                  | Бронза                  | Укупно                  | Ранг                    |
| 1896. Атина                            | Индија није учествовала | Индија није учествовала | Индија није учествовала | Индија није учествовала | Индија није учествовала | Индија није учествовала | Индија није учествовала | Индија није учествовала | Индија није учествовала | Индија није учествовала |
| 1900. Париз                            |                         |                         |                         |                         |                         | 0                       | 2                       | 0                       | 2                       |                         |
| 1904. Сент Луис                        | Индија није учествовала | Индија није учествовала | Индија није учествовала | Индија није учествовала | Индија није учествовала | Индија није учествовала | Индија није учествовала | Индија није учествовала | Индија није учествовала | Индија није учествовала |
| 1908. Лондон                           | Индија није учествовала | Индија није учествовала | Индија није учествовала | Индија није учествовала | Индија није учествовала | Индија није учествовала | Индија није учествовала | Индија није учествовала | Индија није учествовала | Индија није учествовала |
| 1912. Стокхолм                         | Индија није учествовала | Индија није учествовала | Индија није учествовала | Индија није учествовала | Индија није учествовала | Индија није учествовала | Индија није учествовала | Индија није учествовала | Индија није учествовала | Индија није учествовала |
| 1920. Антверпен                        |                         |                         |                         |                         |                         | 0                       | 0                       | 0                       | 0                       |                         |
| 1924. Париз                            |                         |                         |                         |                         |                         | 0                       | 0                       | 0                       | 0                       |                         |
| 1928. Амстердам                        |                         |                         |                         |                         |                         | 1                       | 0                       | 0                       | 1                       |                         |
| 1932. Лос Анђелес                      |                         |                         |                         |                         |                         | 1                       | 0                       | 0                       | 1                       |                         |
| 1936. Берлин                           |                         |                         |                         |                         |                         | 1                       | 0                       | 0                       | 1                       |                         |
| 1948. Лондон                           |                         |                         |                         |                         |                         | 1                       | 0                       | 0                       | 1                       |                         |
| 1952. Хелсинки                         |                         |                         |                         |                         |                         | 1                       | 0                       | 1                       | 2                       |                         |
| 1956. Мелбурн и Стокхолм               |                         |                         |                         |                         |                         | 1                       | 0                       | 0                       | 1                       |                         |
| 1960. Рим                              |                         |                         |                         |                         |                         | 0                       | 1                       | 0                       | 1                       |                         |
| 1964. Токио                            |                         |                         |                         |                         |                         | 1                       | 0                       | 0                       | 1                       |                         |
| 1968. Мексико Сити                     |                         |                         |                         |                         |                         | 0                       | 0                       | 1                       | 1                       |                         |
| 1972. Минхен                           |                         |                         |                         |                         |                         | 0                       | 0                       | 1                       | 1                       |                         |
| 1976. Монтреал                         |                         |                         |                         |                         |                         | 0                       | 0                       | 0                       | 0                       |                         |
| 1980. Москва                           |                         |                         |                         |                         |                         | 1                       | 0                       | 0                       | 1                       |                         |
| 1984. Лос Анђелес                      |                         |                         |                         |                         |                         | 0                       | 0                       | 0                       | 0                       |                         |
| 1988. Сеул                             |                         |                         |                         |                         |                         | 0                       | 0                       | 0                       | 0                       |                         |
| 1992. Барселона                        |                         |                         |                         |                         |                         | 0                       | 0                       | 0                       | 0                       |                         |
| 1996. Атланта                          |                         |                         |                         |                         |                         | 0                       | 0                       | 1                       | 1                       |                         |
| 2000. Сиднеј                           |                         |                         |                         |                         |                         | 0                       | 0                       | 1                       | 1                       |                         |
| 2004. Атина                            |                         |                         |                         |                         |                         | 0                       | 1                       | 0                       | 1                       |                         |
| 2008. Пекинг                           |                         |                         |                         |                         |                         | 1                       | 0                       | 2                       | 3                       |                         |
| 2012. Лондон                           |                         |                         |                         |                         |                         | 0                       | 2                       | 4                       | 6                       |                         |
| 2016. Рио де Жанеиро                   |                         |                         |                         |                         |                         | 0                       | 1                       | 1                       | 2                       |                         |
| 2020. Токио                            |                         |                         |                         |                         |                         |                         |                         |                         |                         |                         |
| 2024. Париз                            |                         |                         |                         |                         |                         |                         |                         |                         |                         |                         |
| 2028. Лос Анђелес                      | предстојећи догађај     |                         |                         |                         |                         |                         |                         |                         |                         |                         |
| 2032. Бризбејн                         | предстојећи догађај     |                         |                         |                         |                         |                         |                         |                         |                         |                         |
| Укупно                                 |                         |                         |                         |                         |                         | 9                       | 7                       | 12                      | 28                      |                         |

### Освојене медаље на ЗОИ
| Учешће и освојене медаље Индије на ЗОИ |                         |                         |                         |                         |                         |                         |                         |                         |                         |                         |
| ЛОИ                                    | Носилац заставе         | Учешће                  | Муш.                    | Жене                    | спорт.                  | Злато                   | Сребро                  | Бронза                  | Укупно                  | Ранг                    |
| 1964. Инзбрук                          |                         |                         |                         |                         |                         | 0                       | 0                       | 0                       | 0                       |                         |
| 1968. Гренобл                          |                         |                         |                         |                         |                         | 0                       | 0                       | 0                       | 0                       |                         |
| 1972. Сапоро                           | Индија није учествовала | Индија није учествовала | Индија није учествовала | Индија није учествовала | Индија није учествовала | Индија није учествовала | Индија није учествовала | Индија није учествовала | Индија није учествовала | Индија није учествовала |
| 1976. Инзбрук                          | Индија није учествовала | Индија није учествовала | Индија није учествовала | Индија није учествовала | Индија није учествовала | Индија није учествовала | Индија није учествовала | Индија није учествовала | Индија није учествовала | Индија није учествовала |
| 1980. Лејк Плесид                      | Индија није учествовала | Индија није учествовала | Индија није учествовала | Индија није учествовала | Индија није учествовала | Индија није учествовала | Индија није учествовала | Индија није учествовала | Индија није учествовала | Индија није учествовала |
| 1984. Сарајево                         | Индија није учествовала | Индија није учествовала | Индија није учествовала | Индија није учествовала | Индија није учествовала | Индија није учествовала | Индија није учествовала | Индија није учествовала | Индија није учествовала | Индија није учествовала |
| 1988. Калгари                          |                         |                         |                         |                         |                         | 0                       | 0                       | 0                       | 0                       |                         |
| 1992. Албервил                         |                         |                         |                         |                         |                         | 0                       | 0                       | 0                       | 0                       |                         |
| 1994. Лилехамер                        |                         |                         |                         |                         |                         | 0                       | 0                       | 0                       | 0                       |                         |
| 1998. Нагано                           |                         |                         |                         |                         |                         | 0                       | 0                       | 0                       | 0                       |                         |
| 2002. Солт Лејк Сити                   |                         |                         |                         |                         |                         | 0                       | 0                       | 0                       | 0                       |                         |
| 2006. Торино                           |                         |                         |                         |                         |                         | 0                       | 0                       | 0                       | 0                       |                         |
| 2010. Ванкувер                         |                         |                         |                         |                         |                         | 0                       | 0                       | 0                       | 0                       |                         |
| 2018. Пјонгчанг                        |                         |                         |                         |                         |                         |                         |                         |                         |                         |                         |
| 2014. Сочи                             |                         |                         |                         |                         |                         |                         |                         |                         |                         |                         |
| 2022. Пекинг                           |                         |                         |                         |                         |                         |                         |                         |                         |                         |                         |
| 2026. Милано и Кортина                 | предстојећи догађај     |                         |                         |                         |                         |                         |                         |                         |                         |                         |
| 2030. Француски Алпи                   | предстојећи догађај     |                         |                         |                         |                         |                         |                         |                         |                         |                         |
| 2034. Солт Лејк Сити                   | предстојећи догађај     |                         |                         |                         |                         |                         |                         |                         |                         |                         |
| Укупно                                 |                         |                         |                         |                         |                         | 0                       | 0                       | 0                       | 0                       |                         |